# Масхолм
Масхолм (њем. Maasholm) општина је у њемачкој савезној држави Шлезвиг-Холштајн. Једно је од 134 општинска средишта округа Шлезвиг-Фленсбург. Према процјени из 2010. у општини је живјело 657 становника. Посједује регионалну шифру (AGS) 1059142.

## Географски и демографски подаци
Масхолм се налази у савезној држави Шлезвиг-Холштајн у округу Шлезвиг-Фленсбург. Општина се налази на надморској висини од 0 метара. Површина општине износи 8,4 km². У самом мјесту је, према процјени из 2010. године, живјело 657 становника. Просјечна густина становништва износи 78 становника/km².